# Kino Odboj (Praha)
Kino Odboj je zaniklé kino v Praze-Vysočanech, které stálo v ulici Paříkova.

## Historie
Kino se nacházelo ve vysočanském Národním domě, který stál na rohu ulic Paříkova a Zbuzkova (dříve Čechova) v její západní části. Za okupace po roce 1939 bylo přejmenováno na Kino Alfa a po skončení války se vrátilo ke svému původnímu názvu.
Prošlo nákladnou rekonstrukcí, dostalo nové osvětlení, projekční a zvukové aparatury a hlediště pohodlná křesla; slavnostní zahájení se konalo 3. září 1981. Nedlouho poté však došlo k bourání přednádražního prostoru při rozsáhlé asanaci a Národní dům i s kinem byl zbořen.